# 間橋香織
間橋 香織（まばし かおり、1996年11月18日 - ）は、日本の元女子バレーボール選手である。

## 来歴
埼玉県岩槻市出身。2人姉妹の次女。小学1年のとき、両親の影響を受け自身もバレーボールを始めた。
2011年12月、さいたま市立柏陽中学校在学中に全国都道府県対抗中学バレーボール大会の埼玉県代表選手に選出されている。
春日部共栄高校に進学。3年次には主将を務め、全日本バレーボール高等学校選手権大会、インターハイに出場した。ジュニア代表として2014年7月に台湾で開催されたアジアジュニア選手権で銀メダルを獲得し、自身もベストオポジット賞を受賞した。
2015年4月、日立リヴァーレに入団。同年5月のアジア選手権、同年9月の世界ジュニア選手権では日本代表に選出された。同年10月の東レ戦でプレミアリーグデビューを飾った。
2017年5月12日、第2回アジアU-23女子バレーボール選手権の代表12名に選出された。
2019年5月29日、日立リヴァーレからの退部と移籍を希望していることが発表された。
2019年7月2日、KUROBEアクアフェアリーズへの移籍入団が発表された。
2021年1月29日、同月24日に黒部市総合体育センターで行われた久光スプリングス戦で、間橋が負った故障の診断結果が「右膝半月板損傷」であることが発表された。27日に手術を終えた。
2021年6月30日、ザムスト（日本シグマックス株式会社）とパートナーアスリートとしてスポンサーシップ契約を締結。
2022年5月31日をもって現役を引退した。
2024年9月、広報としてKUROBEに復帰。

## 人物・エピソード
- ファンからは「かおりんご」の愛称で親しまれている。
- 練習前には勤務先のカフェ（YKKセンターパークカフェ）で働いており、食べ物の他、ハンドドリップでコーヒーを提供している[19]。

## 球歴
ユース代表 
- 2013年 世界ユース：5位[20]

 ジュニア代表 
- 2014年 アジアジュニア：準優勝
- 2015年 アジア選手権：6位

 U-23代表 
- 2017年 アジアU-23選手権：優勝

## 受賞歴
- 2014年 アジアジュニア選手権：ベストオポジット賞

## 個人成績
V.LEAGUE Division1の個人成績は下記の通り。
| 大会        | チーム      | 出場     | 出場        | アタック | アタック | アタック | アタック | バックアタック | バックアタック | バックアタック | バックアタック | アタック 決定本数 | ブロック | ブロック       | サーブ | サーブ         | サーブ   | サーブ | サーブ | サーブ   | サーブレシーブ | サーブレシーブ | サーブレシーブ | サーブレシーブ | 総得点      | 総得点      | 総得点   | 総得点      |
| ----------- | ----------- | -------- | ----------- | -------- | -------- | -------- | -------- | -------------- | -------------- | -------------- | -------------- | ----------------- | -------- | -------------- | ------ | -------------- | -------- | ------ | ------ | -------- | -------------- | -------------- | -------------- | -------------- | ----------- | ----------- | -------- | ----------- |
| 大会        | チーム      | 試 合 数 | セ ッ ト 数 | 打 数    | 得 点    | 失 点    | 決 定 率 | 打 数          | 得 点          | 失 点          | 決 定 率       | セ ッ ト 平 均    | 得 点    | セ ッ ト 平 均 | 打 数  | ノ 丨 タ ッ チ | エ 丨 ス | 失 点  | 効 果  | 効 果 率 | 受 数          | 成 功 ・ 優    | 成 功 ・ 良    | 成 功 率       | ア タ ッ ク | ブ ロ ッ ク | サ 丨 ブ | 得 点 合 計 |
| V1 2020-21  | KUROBE      | 17       | 64          | 504      | 185      | 34       | 36.7     | 12             | 3              | 3              | 25.0           | 2.89              | 19       | 0.30           | 180    | 0              | 1        | 19     | 49     | 4.7      | 482            | 165            | 158            | 50.6           | 185         | 19          | 1        | 205         |
| V1 2019-20  | KUROBE      | 24       | 77          | 611      | 209      | 28       | 34.2     | 23             | 6              | 1              | 26.1           | 2.71              | 18       | 0.23           | 226    | 1              | 2        | 7      | 37     | 4.6      | 600            | 199            | 163            | 46.8           | 209         | 18          | 3        | 230         |
| V1 2018-19  | 日立        | 27       | 17          | 41       | 12       | 4        | 29.3     | 3              | 1              | 1              | 33.3           | 0.71              | 0        | -              | 7      | 0              | 0        | 0      | 1      | 3.6      | 8              | 2              | 4              | 50.0           | 12          | 0           | 0        | 12          |
| V1 2017-18  | 日立        | 20       | 42          | 286      | 93       | 15       | 32.5     | 18             | 6              | 1              | 33.3           | 2.21              | 5        | 0.12           | 103    | 0              | 3        | 15     | 23     | 4.9      | 127            | 24             | 37             | 33.5           | 93          | 5           | 3        | 101         |
| V1 2016-17  | 日立        | 26       | 20          | 111      | 48       | 9        | 43.2     | 8              | 4              | 2              | 50.0           | 2.40              | 1        | 0.05           | 38     | 0              | 1        | 6      | 14     | 11.3     | 58             | 16             | 0              | 27.6           | 48          | 1           | 1        | 50          |
| V1 2015-16  | 日立        | 1        | 3           | 18       | 4        | 3        | 22.2     | 3              | 0              | 2              | 0.0            | 1.33              | 0        | -              | 4      | 0              | 0        | 1      | 1      | 6.2      | 2              | 0              | 0              | 0.0            | 4           | 0           | 0        |             |
| 通算：6大会 | 通算：6大会 | 117      | 223         | 1571     | 551      | 93       | 35.1     | 67             | 20             | 10             | 29.9           | 2.47              | 43       | 0.19           | 558    | 1              | 7        | 48     | 125    | 4.9      | 1277           | 406            | 362            | 46.0           | 551         | 43          | 8        | 602         |

## 出演

### YouTube
KUROBEアクアフェアリーズ
- 富山トヨタ✖️KUROBEアクアフェアリーズ（2020年7月31日）
- KUROBEアクアフェアリーズ＃3間橋香織（2020年06月09日）
- 「PPAP-2020-」KUROBEアクアフェアリーズ編（2020年05月11日）

週刊激スポ！！
- KUROBEアクアフェアリーズ 新入団の間橋・杉原両選手に対談してもらいました！（2019年07月11日）
- 【2019年9月26日収録】「KUROBEアクアフェアリーズ」浮島杏加子×間橋香織（2019年10月07日）

とやまスポーツ応援バラエティリー!リー!リー!
- アクアフェアリーズ初観戦Part2！！ドキドキの記者会見！まーし赤面で大ピンチ！？（2020年01月29日）

### Twitter
- KUROBEアクアフェアリーズ｜来週のラジオ予告（2020年9月1日）
- 富山トヨタ自動車｜ムービー撮影に、KUROBEアクアフェアリーズのみなさんが参加してくれました（2020年7月22日）

### テレビ
- 富山テレビ放送『全力！Bスポ』（2019年11月21日）[22]
- ケーブルテレビNET3『ぶっちゃけスポーツ』（2020年8月17日）[23]

### ラジオ
- 富山シティエフエム『スポーツコーナー』（2019年11月11〜14日）[24]
- FMとやま『体育会ラジオ』（2019年12月26日）[25]

AQUA BEAR
- 2019年08月15日より不定期出演

### 雑誌
- シー・エー・ピー『Takt 8月号』

## スポンサー
- ザムスト（アスリートパートナー）[13]